# Сабликов, Михаил Владимирович
Михаил Владимирович Сабликов (14.11.1900-29.09.1984) — советский учёный в области механизации работ в хлопководстве, академик ВАСХНИЛ (1956).

## Биография
Родился 1 (14) ноября 1900 года в Асхабаде.
Окончил Среднеазиатский хлопково-ирригационный политехнический институт (1930). Работал там же: лаборант (1924—1927), ассистент кафедры с.-х. машин (1927—1931).
- 1931—1956 заведующий кафедрой с.-х. машин Ташкентского института инженеров ирригации и механизации сельского хозяйства.
- 1957—1960 директор ВНИИ механизации сельского хозяйства,
- 1960—1984 заведующий кафедрой с.-х. машин Всесоюзного СХИ заочного образования (1960—1980), консультант этой же кафедры (1980—1984).

Доктор технических наук (1955), профессор (1955), академик ВАСХНИЛ (1956).
Заместитель академика-секретаря (1960—1963), председатель секции земледельческой механики (1975—1984) Отделения механизации и электрификации сельского хозяйства ВАСХНИЛ.
Разработчик посевных и хлопкоуборочных машин.
Заслуженный механизатор УзССР (1952). Награжден 2 орденами Трудового Красного Знамени (1953, 1970), орденом «Знак Почёта» (1947), медалью «За доблестный труд в Великой Отечественной войне 1941—1945 гг.» (1946), 3 почетными грамотами Президиума Верховного Совета УзССР (1939, 1947, 1950). Лауреат премии ВАСХНИЛ «За выдающиеся открытия в области механизации и электрификации сельского хозяйства» (1973).
Автор (соавтор) более 100 научных трудов, в том числе 29 книг и брошюр.

## Публикации
Книги
- Машинный посев. — Ташкент: Изд. отд. ГКХ, 1930. — 54 с.
- Машины для комплексной механизации уборки хлопка / соавт. Г. И. Волков. — М.: Машгиз, 1951. — 191 с.
- Исследование шпиндельных аппаратов хлопкоуборочных машин / Гос. спец. конструкт. бюро по хлопкоуборке. — Ташкент: Госиздат УзССР, 1959. — 184 с.
- Сельскохозяйственные машины: учеб. пособие для ин-тов и фак. механизации сел. хоз-ва. — М.: Колос, 1968. — Ч. 1: Устройство и работа. — 343 с.; Ч. 2: Основы теории и технологического расчета. — 296 с.
- Механизация хлопководства / соавт.: Г. М. Рудаков и др. — М.: Колос, 1975. — 320 с.
- Хлопкоуборочные машины. — М.: Агропромиздат, 1985. — 152 с.

Учебные пособия для вузов
- Сабликов М. В. Курсовое и дипломное проектирование по сельскохозяйственным машинам / М. В. Сабликов, М. В. Кузьмин. – М.: Колос, 1973. – 191 с.